# KIRA☆GIRL
KIRA☆GIRL（キラガール）は、福島県喜多方市を拠点に活動していた日本の女性ローカルアイドルグループである。

## 概要
2012年（平成24年）2月11日、喜多方市の魅力を全国に発信するご当地アイドルを生み出すプロジェクト「AKTアラウンド20'S（トゥエンティーズ）」から生まれたローカルアイドルユニット。「市内在住か、ゆかりのある10代、20代の男女」という募集基準に集まった10～16歳の女性22人の中からオーディションにより12名が選出され7月16日、喜多方蔵の里イベント蔵でデビューイベントを行った。
楽曲を担当するのは福島県猪苗代町在住のミュージシャン・ジョニー小椋（小椋寛之）、福島県復興のためにKIRA☆GIRLのほか福島市のご当地アイドルLoveit!への楽曲提供も行っており、両グループと自身のバンド、ジョニーカンパニーも含めた"スーパーふくしまオールスターズ"を結成し、2013年8月1日、復興ソング「絆」を発表した。初披露の会場となった郡山女子大学にはコーラスを担当した福島県双葉郡大熊町立大熊中学校合唱部の生徒や根本匠復興相、森雅子少子化担当相のほか、福島県いわき市のご当地アイドルアイくるガールズ、福島県浪江町のご当地アイドルNYTS（ナイツ）も駆け付けた。
地元喜多方市でのイベント出演を中心に"会津のご当地アイドル"として東北各地・首都圏のイベントにも出演、2013年の年末にはホリプロ主催の「ご当地アイドルNo.1決定戦 U.M.U AWARD 2013」において日本全国のエントリーの中からファイナリスト候補として「ALL JAPAN SELECTION 2013」30組に選出された。
2014年（平成26年）2月には「KIRA☆GIRL FESTA」、6月にはビッグパレットふくしまにて「ご当地アイドルライブ in ビッグパレットふくしま」を、11月からは県内外のアイドルユニットを集めての合同ライブイベント「AIZU Idol Collection」を地元喜多方の”蔵の里イベント蔵”にて定期的に開催するなど周辺地域のご当地アイドルとの交流を深めている。
同年6月にはAKB48や派生ユニットなどに楽曲を提供している福島県会津美里町在住のシンガー・ソングライター青木真一より新曲「噂の八重桜」の提供を受け7月16日よりネット配信を開始、11月には前年に続いてホリプロ主催の「ご当地アイドルNo.1決定戦 U.M.U AWARD 2014」においてファイナリスト候補「ALL JAPAN SELECTION 2014」20組に選出され、新曲「キラキラガール」の動画が公開された。

## メンバー

### 解散時の最終在籍メンバー
| 氏名        | よみ                    | 生年月日（現年齢）     | 期  | 備考     |
| ----------- | ----------------------- | ---------------------- | --- | -------- |
| 上林 綾花   | （じょうばやし あやか） | 1995年4月16日（29歳）  | 1期 | リーダー |
| 佐藤 みなみ | （さとう みなみ）       | 2000年9月21日（24歳）  | 1期 |          |
| 半澤 美羽   | （はんざわ みう）       | 1998年10月2日（26歳）  | 1期 |          |
| 渡部 一恵   | （わたなべ ひとえ）     | 1999年11月1日（25歳）  | 1期 |          |
| 篠木 聖愛   | （しのぎ せいら）       | 1999年3月23日（25歳）  | 1期 |          |
| 大竹 真名実 | （おおたけ まなみ）     | 1997年8月6日（27歳）   | 1期 |          |
| 大橋 優笑   | （おおはし ゆうみ）     | 1998年9月10日（26歳）  | 1期 |          |
| 村岡 真綾   | （むらおか まや）       | 2000年1月3日（25歳）   | 1期 |          |
| 一重 愛海   | （いちじゅう まなか）   | 2000年6月20日（24歳）  | 2期 |          |
| 宇内 愛結   | （うない あゆ）         | 2003年1月17日（22歳）  | 2期 |          |
| 山﨑 萌衣   | （やまざき もえ）       | 2002年12月27日（22歳） | 2期 |          |

### 過去に在籍したメンバー
| 氏名        | よみ                | 生年月日（現年齢）     | 期  | 在籍状況                                 |
| ----------- | ------------------- | ---------------------- | --- | ---------------------------------------- |
| 石山 美羽   | （いしやま みう）   | 2000年8月31日（24歳）  | 1期 |                                          |
| 穴沢 凛子   | （あなざわ りんこ） | 2003年1月10日（22歳）  | 1期 |                                          |
| 高久 みなみ | （たかく みなみ）   | 1997年9月29日（27歳）  | 1期 | 2014年4月19日卒業                        |
| 太田 友絵   | （おおた ともえ）   | ????年??月??日         | 1期 |                                          |
| 齋藤 乃愛   | （さいとう のあ）   | 2000年10月25日（24歳） | 2期 | 2015年8月1日のイベント出演をもって卒業。 |

## 作品

### シングル
- 「KIRA☆GIRL」 （2012年10月）- 収録曲、1.HAPPY☆きたかた、2.会津っ娘宣言

### ベストアルバム
- 『KIRA☆GIRL BEST』 （2013年11月）- 収録曲、1.HAPPY☆きたかた、2.会津っ娘宣言、3.絆（きずな）、4.BELIEVE MY WAY

### ネット配信
- 「噂の八重桜」 （2014年7月16日）-　iTunes Store、レコチョク、ドワンゴ、amazonで配信。

現在の持ち歌は
- HAPPY☆きたかた
- 会津っ娘宣言
- 絆（きずな）
- BELIEVE MY WAY
- 噂の八重桜
- キラキラガール
- 君にまた会える

の7曲

## 参加作品

### シングル
- 「絆」 （2013年7月24日、GBC0001）- 収録曲、1. Legame～inst～、2. 絆（きずな）

## ライブ

### 自主公演
| 公演日        | # | 公演名                                             | 会場                   | 出演 | 備考 |
| ------------- | - | -------------------------------------------------- | ---------------------- | --- | ---- |
| 2014年2月23日 | 1 | 「KIRA☆GIRL FESTA」                                | 喜多方蔵の里イベント蔵 | 青木真一、JHONNY小椋&his band、KIRA☆GIRL、Ai-Girls、RC-GIRLS                                                                                       |      |
| 2014年6月22日 | 2 | 「ご当地アイドルライブ in ビックパレットふくしま」 | ビッグパレットふくしま | KIRA☆GIRL、アイくるガールズ、Loveit!、ShuN-R@n GIRLS☆、せせらぎ小町、みちのく仙台ORI☆姫隊、Ai-Girls、T!P（とちぎアイドルプロジェクト）、CoCoRo学園 |      |
| 2014年11月3日 | 3 | 「AIZU Idol CollectioN」                           | 喜多方蔵の里イベント蔵 | KIRA☆GIRL、T!P、乙女☆シスターズ、ShuN－R＠n GIRLS☆、Puty                                                                                           |      |
| 2015年1月10日 | 4 | 「AIZU Idol CollectioN part 2」                    | 喜多方蔵の里イベント蔵 | KIRA☆GIRL、Angel Generation、Ai-Girls、BabyTiara、Puty                                                                                             |      |
| 2015年2月11日 | 5 | 「AIZU Idol CollectioN part 3」                    | 喜多方蔵の里イベント蔵 | KIRA☆GIRL、せせらぎ小町、マジカルバルルーンYes、Baby Tiara、Jelly Beans                                                                            |      |
| 2015年4月18日 | 6 | 「AIZU Idol CollectioN part 4」                    | 喜多方蔵の里イベント蔵 | KIRA☆GIRL、Ai-Girls、Angel Generation、T!P、Loveit!                                                                                                |      |

## 出演
- KIRA☆GIRLオフィシャルサイト より[10]

### テレビ
- ふくしまの元気 ！応援CM大賞（2013、2014年、KFB福島放送）
- 24時間テレビ37（2014年、FCT福島中央テレビ） - 生ライブ出演
- ドミソラ（2014年5月3日、KFB福島放送） - 生ライブ出演
- キラリ☆ふくしま 「イチオシ!!福島のラーメン」（2015年3月16日、TUFテレビユー福島）[11]
- キラリ☆ふくしま 「福が満開 福のしま 生放送！」（2015年4月27日、TUFテレビユー福島）[12]

### ラジオ
- ラジオ福島開局60周年記念「rfc感謝祭」（2013年12月1日、rfcラジオ福島）
- 第27回rfc桜まつり サンデー卵King 桜まつりSpecial（2014年4月13日、rfcラジオ福島）

### CM
- 大塚製薬、ポカリスエット（2013年）- 熱中！POCARI
- スーパーノバ福島・会津インター店（2014年12月 -）

### イベント

#### 2015年
- 01月10日、AIZU Idol CollectioN part 2（蔵の里イベント蔵（喜多方市））
- 01月18日、Dawn of idol ＠NASU vol.13（那須塩原ミュージックチャーチJIC）
- 01月18日、Dawn of idol ＠NASU vol.14（那須塩原ミュージックチャーチJIC）
- 02月07日、第35回会津やないづ冬まつり（道の駅会津柳津）
- 02月11日、AIZU Idol CollectioN part 3（蔵の里イベント蔵（喜多方市））
- 03月14日、第2回ご当地アイドルさくら市まつり（氏家公民館ホール（栃木県さくら市））
- 04月04日・5日、JA会津いいで 落成式（JA会津いいで喜多方総合支店）
- 04月05日、アイドルから始まる東日本大震災復興支援チャリティイベント「復興 i-LAND in IWAKI Vol.4」（アクアマリンパーク・親水テラス）
- 04月11日、きたかた喜楽里博オープニングイベント（JR喜多方駅前広場）
- 04月18日、AIZU Idol CollectioN part 4（蔵の里イベント蔵（喜多方市））
- 04月19日、塩川三大お肉グルメフェア（御殿場公園特設ステージ（喜多方市塩川町））
- 04月25日、第2回 しゅんらん春祭り（矢吹町大池公園）
- 05月04日、会津若松駅前物産市（会津若松駅前タクシープール）
- 05月05日、2015音CON♪～音のある街コンサート（中央商店街（喜多方市））
- 05月06日、2015ジュピアランドひらた　芝桜まつり（福島県石川郡平田村）
- 05月23日、「福が満開、福のしま。」フェスタ2015（JRA福島競馬場 馬場内広場）
- 05月25日、喜多方倫理経済講演会
- 06月06日・7日、イオン会津フェスタ（イオンモール浦和美園）
- 06月20日、ホタル祭り2015inきたあいづ（会津若松市やすらぎ広場ホタルの森公園）
- 06月21日、喜多方満腹祭（喜多方市役所前）
- 07月12日、アイドル・フェスタ in OHANA（アイドル育成居酒屋OHANA（新潟市））
- 07月19日、第11回喜多方レトロ横丁（ふれあい通り商店街（喜多方市））
- 07月25日・26日、会津フェスタ2015（イオンモール津田沼）
- 07月26日、二市一ケ村日橋川「川の祭典」塩川花火大会（日橋川緑地公園（喜多方市塩川町））
- 08月01日、若郷湖さわやかフェステバル2015（若郷湖東公園（会津若松市））
- 08月09日、さつき会大納涼祭 （本田金属技術(株)喜多方工場）
- 08月23日、24時間テレビ
- 08月29日、オリンパス夏まつり
- 08月29日、喜多の郷祭り2015（道の駅喜多の郷 特設会場（喜多方市））

### 公式サイト
- KIRA☆GIRLオフィシャルサイト

### 公式ブログなど
- KIRA☆GIRL official blog - Ameba Blog
- KIRA☆GIRL (@kiragirl14) - X（旧Twitter）
  - あにゃか（上林綾花） (@AChu_lalaLs2ve) - X（旧Twitter）
  - はんざわみう（半澤美羽） (@miu10021002) - X（旧Twitter）
  - みなみ（佐藤みなみ） (@mi_nami3) - X（旧Twitter）
  - まなにゃん（大竹真名実） (@mdrkw806khey) - X（旧Twitter）
  - ゆーみん（大橋優笑） (@park_f_yuu) - X（旧Twitter）
  - せーら（篠木聖愛） (@323Seira) - X（旧Twitter）
  - もえぴー（山﨑萌衣） (@moe_kirao01227) - X（旧Twitter）